# باكو سانز
باكو سانز (بالإسبانية: Francisco Sanz Durán)‏ هو لاعب كرة قدم إسباني في مركز الوسط، ولد في 29 نوفمبر 1972 في مدريد في إسبانيا. لعب مع ريال مايوركا.